# 화소도
《화소도》(火燒島, Island of Fire)는 타이완, 홍콩에서 제작된 주연평 감독의 1990년 코미디, 액션 영화이다. 성룡 등이 주연으로 출연하였고 Wang Yu 등이 제작에 참여하였다. 1989년 4월 5일부터 5월 17일까지 타이완과 필리핀에서 42일 간 촬영되었다.

## 출연

### 주연
- 성룡
- 유덕화
- 홍금보
- 양가휘

### 조연
- 왕우
- 교굉
- 탁종화
- 황빙야오

## 기타
- 프로듀서: Wang Yu

## 한국어 더빙 성우진

### SBS (1998년 1월 16일)
- 홍시호 - 아룡 (성룡)
- 신성호 - 철대형 (유덕화)
- 문관일 - 유세걸 (홍금보)
- 구자형 - 황하위 (양가휘)
- 김민규
- 이근욱
- 이종구
- 정동열
- 신흥철
- 장승길
- 홍승섭
- 문선희
- 김지민
- 김영진
- 이주원

### KBS (2001년 3월 10일)
- 김일 - 아룡 (성룡)
- 홍시호 - 강주 (유덕화)
- 김준 - 황위 (양가휘)
- 문관일 - 아걸 (홍금보)
- 박상일
- 문영래
- 김새영
- 윤기황
- 임성표
- 김민석
- 홍승섭
- 오수경
- 전인배
- 이용순
- 임진응

### MBC (2004년 1월 10일)
- 박일 - 아궤이 (왕우)
- 신성호 - 강쭈 (유덕화)
- 홍시호 - 따췌이 (성룡)
- 안지환 - 황웨이 (양가휘)
- 박조호 - 쓰지에 (홍금보)
- 김태훈
- 김명수
- 이우신
- 김호성
- 최석필
- 김기철
- 이상훈
- 최한
- 표영재
- 박신희
- 방성준
- 이원찬
- 정재헌